# Marócsa
Marócsa is een plaats (község) en gemeente in het Hongaarse comitaat Baranya. Marócsa telt 123 inwoners (2001).